# 틴누라
틴누라(Tinnura)는 사르데냐의 이탈리아 오리스타노도에 있는 코무네로, 칼리아리에서 북서쪽으로 약 130 킬로미터 (81 mi), 오리스타노에서 북쪽으로 약 40 킬로미터 (25 mi) 떨어져 있다. 2004년 12월 31일 기준으로 인구는 268명이며 면적은 3.8 제곱킬로미터 (1.5 mi2)이다.
틴누라는 다음 지방 자치체와 접해 있다: 플루시오, 사가마, 수니.